# روببینسویل (کارولینای شمالی)
روببینسویل (به انگلیسی: Robbinsville) شهری در ایالت کارولینای شمالی کشور ایالات متحده آمریکا است که جمعیت آن در سرشماری سال ۲۰۱۰ میلادی، ۶۲۰ نفر بوده‌است.